# Polikarpov I-16
Polikarpov I-16 (sovražno Rata oziroma podgana; ljubkovalno Mosca oziroma muha) je bilo sovjetsko lovsko letalo za časa pred in med druge svetovne vojne.
I (rusko: Iztrebitelj) -16 je za SZ predstavljal vstop med enokrilna lovska letala v času, ko so v svetu še prevladovali dvokrilci. Majhni, čokati pritlikavec je v Španski državljanski vojni poskrbel za silovito presenečenje saj si do tedaj na zahodu niso predstavljali, da so v SZ sposobni izdelati tako moderno letalo.

## Razvoj
Letalo je Polikarpov zasnoval hkrati s I-15 na začetku tridesetih let, torej še v času, ko je bil zaprt. Ob predstavitvi je bil daleč pred vsemi lovskimi letali tistega časa, saj je imel uvlačljivo podvozje in propeler z možnostjo nastavitve hoda. Trup letala je bil izdelan iz lesa, prevlečenega s platnom. Ogrodje kril je bilo izdelano iz jeklenih cevi in aluminija, prevlečenega s platnom. Letalo je tudi prvo enokrilno letalo na svetu v serijski proizvodnji.
Prototip letala se je imenoval CKB-12, po skupini zaprtih inženirjev, ki so izdelali prototip (konstruktor letala, Nikolaj Nikolajevič Polikarpov, je bil namreč zaprt, ko je začel z izdelavo tega lovca in bil izpuščen šele leta 1932). Letalo je bilo v začetku sicer težavno za letenje in nestabilno pri vzletanju in pristajanju, kasneje pri serijski proizvodnji, pa so veliko teh napak odpravili.

## Uspehi letala
Okoli 500 teh lovcev je bilo ob izbruhu španske državljanske vojne poslanih v enote republikancev, kjer so presenetili svet s svojo okretnostjo, ognjeno močjo ter sposobnostjo hitrega vzpenjanja. Nekaj teh letal je sodelovalo tudi na Kitajskem, kjer so sodelovala v bojih proti japoncem. Ob napadu na Sovjetsko Zvezo je to letalo še vedno predstavljalo glavno lovsko udarno silo, čeprav je bilo takrat že zastarelo. V enotah je kljub temu ob strahotnih izgubah vztrajalo do leta 1943. Proti koncu služenja so ta letala uporabljali za zaletavanje v nemške lovce. Piloti so nemška letala napadli od zadaj in jim s propelerjem »odžagali« rep, nato pa izskočili. Letalo se je v zračnih spopadih tudi ob koncu vojne izkazalo za izjemno okretno pri nizkih hitrostih, vendar pa je bilo prepočasno.  

## Izpeljanke
- I-16 Tip 1
- I-16 Tip 4
- I-16 Tip 5
- I-16 Tip 6
- I-16 Tip 10
- I-16 Tip 17
- I-16 Tip 18
- I-16 Tip 24
- I-16 Tip 28
- I-16 Tip 30
- I-16Sh TsKB-18
- I-16 SPB - jurišnik
- I-16 SPB oz. (TsKB-29)
- I-16 TK
- I-16 UTI trenažno letalo
- UTI-1
- UTI-2
- UTI-4